# Polimorfismo (informática)
En programación orientada a objetos, el polimorfismo se refiere a la propiedad por la que es posible enviar mensajes sintácticamente iguales a objetos de tipos distintos. Aunque el mensaje sea el mismo, diferentes objetos pueden responder a él de manera única y específica. Esta característica permite que, sin alterar ni tocar el código existente, se puedan incorporar nuevos comportamientos y funciones (es decir la interfaz sintáctica se mantiene inalterada pero cambia el comportamiento en función de qué objeto estamos usando en cada momento). El único requisito es que los objetos deben ser capaces de responder al mensaje que se les envía, garantizando así una flexibilidad y extensibilidad en el diseño del software.

## Descripción
En lenguajes basados en clases y con un sistema de tipos de datos fuerte (independientemente de si la verificación se realiza en tiempo de compilación o de ejecución), es posible que el único modo de poder utilizar objetos de manera polimórfica sea que compartan una raíz común, es decir, una jerarquía de clases, ya que esto proporciona la compatibilidad de tipos de datos necesaria para que sea posible utilizar una misma variable de referencia (que podrá apuntar a objetos de diversas subclases de dicha jerarquía) para enviar el mismo mensaje (o un grupo de mensajes) al grupo de objetos que se tratan de manera polimórfica.
No obstante, algunos lenguajes de programación (Java, C++) permiten que dos objetos de distintas jerarquías de clases respondan a los mismos mensajes, a través de las denominadas interfaces (esta técnica se conoce como composición de objetos). Dos objetos que implementen la misma interfaz podrán ser tratados de forma idéntica, como un mismo tipo de objeto, el tipo definido por la interfaz. Así, distintos objetos podrán intercambiarse en tiempo de ejecución –siempre que sean del mismo tipo–, y además con dependencias mínimas entre ellos. Por estos motivos se considera un buen principio de diseño en programación orientada a objetos el favorecer la composición de objetos frente a la herencia de clases.
En Java las interfaces se declaran mediante la palabra clave Interface. Estas se utilizan para lograr la necesaria concordancia de tipos que hace posible el polimorfismo, también como un contrato que debe cumplir cualquier clase que implemente una cierta interfaz, y como una forma de documentación para los desarrolladores. A veces, en la literatura específica sobre Java se habla de "herencia y polimorfismo de interfaces", lo que no concuerda con los conceptos de la programación orientada a objetos porque una clase que implementa una interfaz sólo obtiene su tipo de datos y la obligación de implementar sus métodos, no copia comportamiento ni atributos. Esta terminología puede llevar a confusión, puesto que en Java a menudo se utiliza la mal llamada "herencia de interfaces" para dotar a una clase de uno o varios tipos adicionales, lo que unido a la composición, evite la necesidad de la herencia múltiple y favorezca una utilización más amplia del polimorfismo.
No obstante, el uso de una jerarquía de clases como paso previo, es muy habitual incluso en aquellos lenguajes en los que es posible prescindir de tal jerarquía, ya que, desde una perspectiva conceptual, se puede decir que al pertenecer los "objetos polimórficos" a subclases de una misma jerarquía, se asegura la equivalencia semántica de los mensajes que se invocarán de modo polimórfico. Por esto, en programación orientada a objetos a veces se denomina al polimorfismo como "polimorfismo de subclase (o de subtipo)".
En resumen, en la programación orientada a objetos, la esencia del polimorfismo no atañe a la clase o prototipo de la que provienen los objetos. Aun así, en los lenguajes basados en clases, es habitual (y en algunos tal vez sea el único modo) que dichos objetos pertenezcan a subclases pertenecientes a una misma jerarquía. Entonces, el polimorfismo debe verse como una forma flexible de usar un grupo de objetos (como si fueran sólo uno). Podría decirse que el polimorfismo en esencia refiere al comportamiento de los objetos, no a su pertenencia a una jerarquía de clases (o a sus tipos de datos).
Lo anterior se hace aún más evidente en lenguajes de programación orientada a objetos basados en prototipos, como Self, en los que las clases no existen.
Además, es importante remarcar que si un cierto grupo de objetos pueden utilizarse de manera polimórfica es porque, en última instancia, todos ellos saben responder a un cierto mensaje (o a varios), pero dado que esos mismos objetos generalmente contendrán otros métodos (que otros objetos en dicho grupo no contienen), difícilmente se pueda decir lisa y llanamente que los objetos son polimórficos; lo correcto es decir que esos objetos se pueden utilizar de modo polimórfico para un cierto conjunto de mensajes.
Un ejemplo. Podemos crear dos clases distintas: Pez y Ave que heredan de la superclase Animal. La clase Animal tiene el método abstracto mover que se implementa de forma distinta en cada una de las subclases (peces y aves se mueven de forma distinta). Entonces, un tercer objeto puede enviar el mensaje mover a un grupo de objetos Pez y Ave por medio de una variable de referencia de clase Animal, haciendo así un uso polimórfico de dichos objetos respecto del mensaje mover.
El concepto de polimorfismo, desde una perspectiva más general, se puede aplicar tanto a funciones como a tipos de datos. Así nacen los conceptos de funciones polimórficas y tipos polimórficos. Las primeras son aquellas funciones que pueden evaluarse o ser aplicadas a diferentes tipos de datos de forma indistinta; los tipos polimórficos, por su parte, son aquellos tipos de datos que contienen al menos un elemento cuyo tipo no está especificado.

## Clasificación
Se puede clasificar el polimorfismo en dos grandes clases:
- Polimorfismo dinámico (o polimorfismo paramétrico) es aquel en el que el código no incluye ningún tipo de especificación sobre el tipo de datos sobre el que se trabaja. Así, puede ser utilizado a todo tipo de datos compatible.
- Polimorfismo estático (o polimorfismo ad hoc) es aquél en el que los tipos a los que se aplica el polimorfismo deben ser explícitos y declarados uno por uno antes de poder ser utilizados.

El polimorfismo dinámico unido a la herencia es lo que en ocasiones se conoce como programación genérica.
También se clasifica en herencia por redefinición de métodos abstractos y por método sobrecargado. El segundo hace referencia al mismo método con diferentes parámetros.
Otra clasificación agrupa los polimorfismo en dos tipos: Ad-Hoc que incluye a su vez sobrecarga de operadores y coerción, Universal (inclusión o controlado por la herencia, paramétrico o genericidad).

## Ejemplo de polimorfismo
En el siguiente ejemplo hacemos uso del lenguaje C++ para ilustrar el polimorfismo. Se observa a la vez el uso de las funciones virtuales puras, como se les conoce en C++, estas funciones constituyen una interfaz más consistente cuando se trabaja con una jerarquía de clases, puesto que hacen posible el enlace durante la ejecución. Sin embargo como se verá, para que el polimorfismo funcione no es una condición obligatoria que todas las funciones en la clase base sean declaradas como virtuales.

Diagrama de clases UML, que describe gráficamente la relación entre la clase base Figura y sus posibles clases derivadas, y la entidad que utiliza esta estructura: la Aplicación, también identificado como objeto Cliente.

```
#include
<iostream>

#include
 
<math.h>

using
 
namespace
 
std
;

class
 
Figura
 
{

  
protected
:

  
float
 
base
;

  
float
 
altura
;
 

  
public
:

 
void
 
captura
();

 
virtual
 
float
 
perimetro
()
=
0
;

 
virtual
 
float
 
area
()
=
0
;

};

class
 
Rectangulo
:
 
public
 
Figura
 
{
 

 
public
:

  
void
 
imprime
();

  
float
 
perimetro
(){
return
 
2
*
(
base
+
altura
);}

  
float
 
area
(){
return
 
base
*
altura
;}

};

class
 
Triangulo
:
 
public
 
Figura
 
{

 
public
:

  
void
 
muestra
();

  
float
 
perimetro
(){
return
 
2
*
sqrt
(
pow
(
altura
,
2
)
+
pow
((
base
/
2
),
2
))
+
base
;}
 
//Usando pitágoras

  
float
 
area
(){
return
 
(
base
*
altura
)
/
2
;}

};

void
 
Figura::captura
()

{

 
cout
 
<<
 
"CALCULO DEL AREA Y PERIMETRO DE UN TRIANGULO ISÓSCELES Y UN RECTANGULO:"
 
<<
 
endl
;

 
cout
 
<<
 
"escribe la altura: "
;

 
cin
 
>>
 
altura
;

 
cout
 
<<
 
"escribe la base: "
;

 
cin
 
>>
 
base
;

 
cout
 
<<
 
"EL PERIMETRO ES: "
 
<<
 
perimetro
()
 
<<
 
endl
;

 
cout
 
<<
 
"EL AREA ES: "
 
<<
 
area
()
 
<<
 
endl
;

getchar
();

return
 
0
;

}

```

## Polimorfismo desde una interfaz
Aunque la aplicación del polimorfismo no varía, el modo en que se aplica desde una interfaz puede resultar un poco más oscuro y difícil de entender. Se expone un sencillo ejemplo (en VB-NET) comentado para entender cómo funciona aplicado desde una interfaz; primero se escribe el código y luego se comenta el funcionamiento.
Nota: para no enturbiar el código en exceso, todo lo que no se declara privado se sobreentiende público.
```
 
' Declaramos una interfaz llamada IOperar y declaramos una función llamada Operar 

  
' que implementarán las clases deseadas:

 
Interface
 
IOperar

 	
Function
 
Operar
(
valor1
 
As
 
Integer
,
 
valor2
 
As
 
Integer
)
 
As
 
Long

 
End
 
Interface

```

```
 

  
' Declaramos una clase que trabaja más alejada del usuario y que contendría funciones comunes

  
' para las siguiente clase, si no fueran idénticas irían en la interfaz, 

  
' pero al caso de mostrar el polimorfismo se suponen idénticas:

  
Class
 
Operacion

	
Function
 
Calcular
(
clasellamante
 
As
 
Object
)
 
As
 
Long

		
' aquí iría el código común a todas las operaciones.... que llaman a esa función

		
' por ejemplo recoger los 2 valores de la operación, chequear que están en el rango deseado, etc.

		
' se supone que la función inputValor recoge un valor de algún sitio

		
Dim
 
valor1
 
As
 
Integer
 
=
 
InputValor
()

		
Dim
 
valor2
 
As
 
Integer
 
=
 
InputValor
()

		
Return
 
op
.
Operar
(
valor1
,
 
valor2
)
 
'AQUÍ es donde se utiliza el polimorfismo.

	
End
 
Function

	
Function
 
InputValor
()
 
As
 
Integer

		
Dim
 
resultado
 
As
 
Integer

		
Do

			
Console
.
WriteLine
(
"Ingrese un número entero"
)

			
' Ciclo infinito hasta leer un entero válido

		
Loop
 
Until
 
Int32
.
TryParse
(
Console
.
ReadLine
(),
 
resultado
)

		
Return
 
resultado

	
End
 
Function

End
 
Class

```

```
  
' Declaramos 2 clases: Sumar y Restar que implementan la interfaz y que llaman a la clase Operacion:

  
Class
 
Sumar
 

  	
Implements
 
IOperar

  	
Private
 
Function
 
Operar
(
valor1
 
As
 
Integer
,
 
valor2
 
As
 
Integer
)
 
As
 
Long
 
Implements
 
IOperar
.
Operar

  		
Return
 
valor1
 
+
 
valor2

  	
End
 
Function

 

  	
Function
 
Calcular
()
 
As
 
Long

  		
Dim
 
op
 
As
 
New
 
Operacion

  		
Return
 
op
.
Calcular
(
Me
)
 
' se está llamando a la función 'Calcular' de la clase 'Operación'

  	
End
 
Function

  
End
 
Class

```

```
  
' segunda clase....

  
Class
 
Restar

  
Implements
 
IOperar

  	

	
Private
 
Function
 
Operar
(
valor1
 
As
 
Integer
,
 
valor2
 
As
 
Integer
)
 
As
 
Long
 
Implements
 
IOperar
.
Operar

  		
Return
 
valor1
 
-
 
valor2

  	
End
 
Function

 

  	
Function
 
Calcular
()
 
As
 
Long

    	
Dim
 
op
 
As
 
New
 
Operacion

  		
Return
 
op
.
Calcular
(
Me
)
 
' se está llamando a la función 'Calcular' de la clase 'Operación'

  	
End
 
Function

  
End
 
Class

```

Analicemos ahora el código para entender el polimorfismo expuesto en la interfaz: La interfaz expone un método que puede ser implementado por las diferentes clases, normalmente relacionadas entre sí. Las clases Sumar y Restar implementan la interfaz pero el método de la interfaz lo declaramos privado para evitar ser accedido libremente y además tienen un método llamado Calcular que llama a la clase Operación donde tenemos otro método con el mismo nombre. Es esta clase última la que realiza el polimorfismo y debe fijarse como es a través de una instancia de la interfaz que llama al método operar. La interfaz sabe a qué método de qué clase llamar desde el momento que asignamos un valor a la variable OP en el método Calcular de la clase Operación, que a su vez recibió la referencia del método Calcular desde la clase que la llama, sea ésta cual sea, se identifica a sí misma, mediante la referencia Me o This según el lenguaje empleado. Debe notarse que la instancia de la interfaz accede a sus métodos aunque en sus clases se hayan declarado privadas.

## Diferencias entre polimorfismo y sobrecarga
El polimorfismo como se muestra en el ejemplo anterior, suele ser bastante ventajoso aplicado desde las interfaces, ya que permite crear nuevos tipos sin necesidad de tocar las clases ya existentes (imaginemos que deseamos añadir una clase Multiplicar), basta con recompilar todo el código que incluye los nuevos tipos añadidos. Si se hubiera recurrido a la sobrecarga durante el diseño exigiría retocar la clase anteriormente creada al añadir la nueva operación Multiplicar, lo que además podría suponer revisar todo el código donde se instancia a la clase.
- Un método está sobrecargado si dentro de una clase existen dos o más declaraciones de dicho método con el mismo nombre pero con parámetros distintos, por lo que no hay que confundirlo con polimorfismo.

- En definitiva: La sobrecarga se resuelve en tiempo de compilación utilizando los nombres de los métodos y los tipos de sus parámetros; el polimorfismo se resuelve en tiempo de ejecución del programa, esto es, mientras se ejecuta, en función de la clase a la que pertenece el objeto.